# Paul Grümmer
Paul Grümmer (ur. 26 lutego 1879 w Gerze, zm. 30 października 1965 w Zug) – niemiecki wiolonczelista i gambista.

## Życiorys
Studiował u Juliusa Klengla w Lipsku oraz Hugo Beckera we Frankfurcie nad Menem. Odbył liczne podróże koncertowe po Europie, występując jako solista i kameralista. W 1905 roku został solistą Opery Wiedeńskiej. W latach 1913–1930 był członkiem kwartetu smyczkowego Adolfa Buscha. Wykładał w konserwatoriach w Wiedniu (1907–1913 i 1940–1946), Kolonii (1926–1933) i Berlinie (1933–1940). Po 1945 roku osiadł w Szwajcarii. W 1961 roku zainicjował odbywające się w Brestenbergu cykle koncertów muzyki smyczkowej.
W jego repertuarze znajdowały się dzieła twórców XVII i XVIII wieku, a także utwory współczesne. Zdobył sobie sławę jako wykonawca muzyki J.S. Bacha. Swoją działalnością przyczynił się do odrodzenia repertuaru na violę da gamba i wprowadzenia tego instrumentu do sal koncertowych. Opublikował pracę Viola da Gamba-Schule (Lipsk 1928) oraz swoją autobiografię pt. Begegnungen (Monachium 1963). Przygotował też wydanie faksymile 6 suit na wiolonczelę solo Bacha (Wiedeń 1944).